# Castro (Apulien)
Castro ist eine südostitalienische Gemeinde (comune) mit 2348 Einwohnern (Stand 31. Dezember 2023) 98 m über dem Meer auf dem Pizzo Mmucurune in der Provinz Lecce in Apulien. Die Gemeinde liegt etwa 35 Kilometer südsüdöstlich von Lecce im Salento an der Adriaküste. Zahlreiche Grotten und ein kleiner Hafen befinden sich dort.

## Geschichte

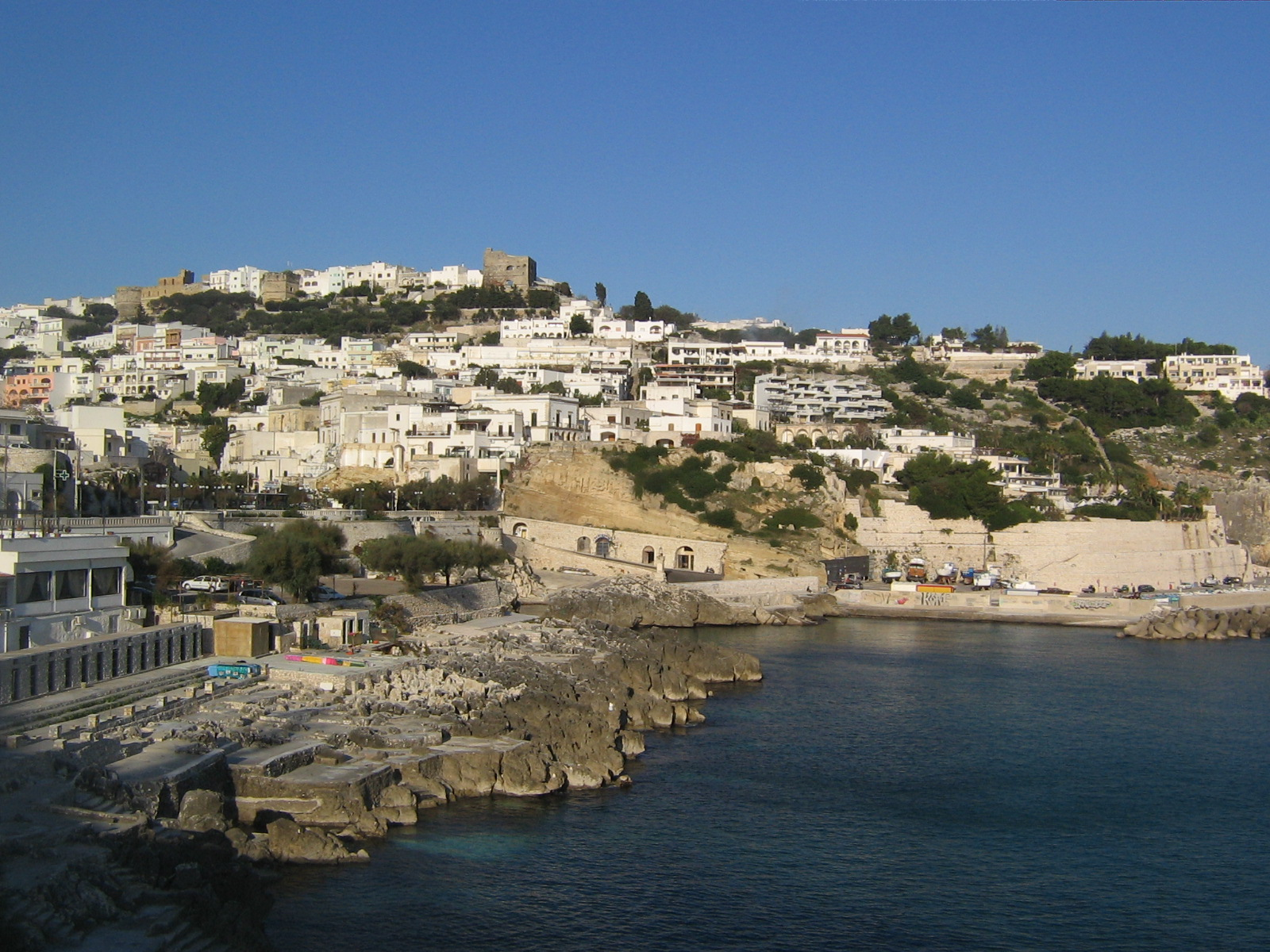
Blick auf Castro

Die Stadt wird mit dem antiken Ort Castrum Minervae verbunden, der literarisch überliefert ist (Vergil, Aeneis 3, 523–531). Ursprünglich vielleicht von Pelasgern besiedelt, war die antike Stadt eine Gründung der Messapier. In der 2. Hälfte des 4. Jahrhunderts v. Chr. umgab man eine Fläche von drei Hektar mit einer Quadermauer, von der sich ein 700 m langes Teilstück in der Località Muraglie und in der Località Capanne erhalten hat. Die unteren Lagen und der Teil eines der Torpfeiler sind noch in den späteren Kastellmauern sichtbar. Im Mauerwerk wurden zwei Blöcke mit einer messapischen Bauinschrift des 4.–3. Jahrhunderts v. Chr. gefunden, die vermutlich Namen wiedergibt. Im Kastellareal fand sich auch ein Altar mit einer messapischen Inschrift. Bei den Untersuchungen kamen neben Keramikscherben, Lanzenspitzen und Nägeln auch eine etwa 13 cm hohe bronzene Athenastatuette ans Licht, die im Depot der Universität di Salento aufbewahrt wird. Die Keramikscherben von japygisch-geometrischen, korinthischen, attisch schwarz- und rotfigurigen Gefäßen und korinthischen Amphoren belegen die frühe Nutzung des Ortes und den Kontakt der Bewohner zu Seehändlern mit griechischen Waren. Schwarzgefirnißte und achrome Gefäße und bemalte lokale Ware gehören in die Zeit der befestigten Siedlung und italische und afrikanische Scherben und Lampen in die römische Zeit. Außer den Spuren der messapischen Befestigung bezeugt ein Giebelblock mit Triglyphe, der zu einem Giebel von mindestens 5,20 m Länge zu ergänzen ist, dass auch ein kleiner tempelartiger Bau in dorischer Ordnung in Castro gestanden hat. Mehrere antike Quellen überliefern ein Heiligtum der Minerva auf dem japygischem Vorgebirge.
123 v. Chr. wurde die Siedlung römisch.
Während der byzantinischen Herrschaft musste die Stadt zahlreiche Angriffe von Ostgoten, Vandalen, Goten, Langobarden und Ungarn ertragen. Als die Araber die Stadt eroberten, gaben sie ihr den Namen Al Qatara („die Burg“). Ab 1270 war Castro Teil des Fürstentum Tarent.

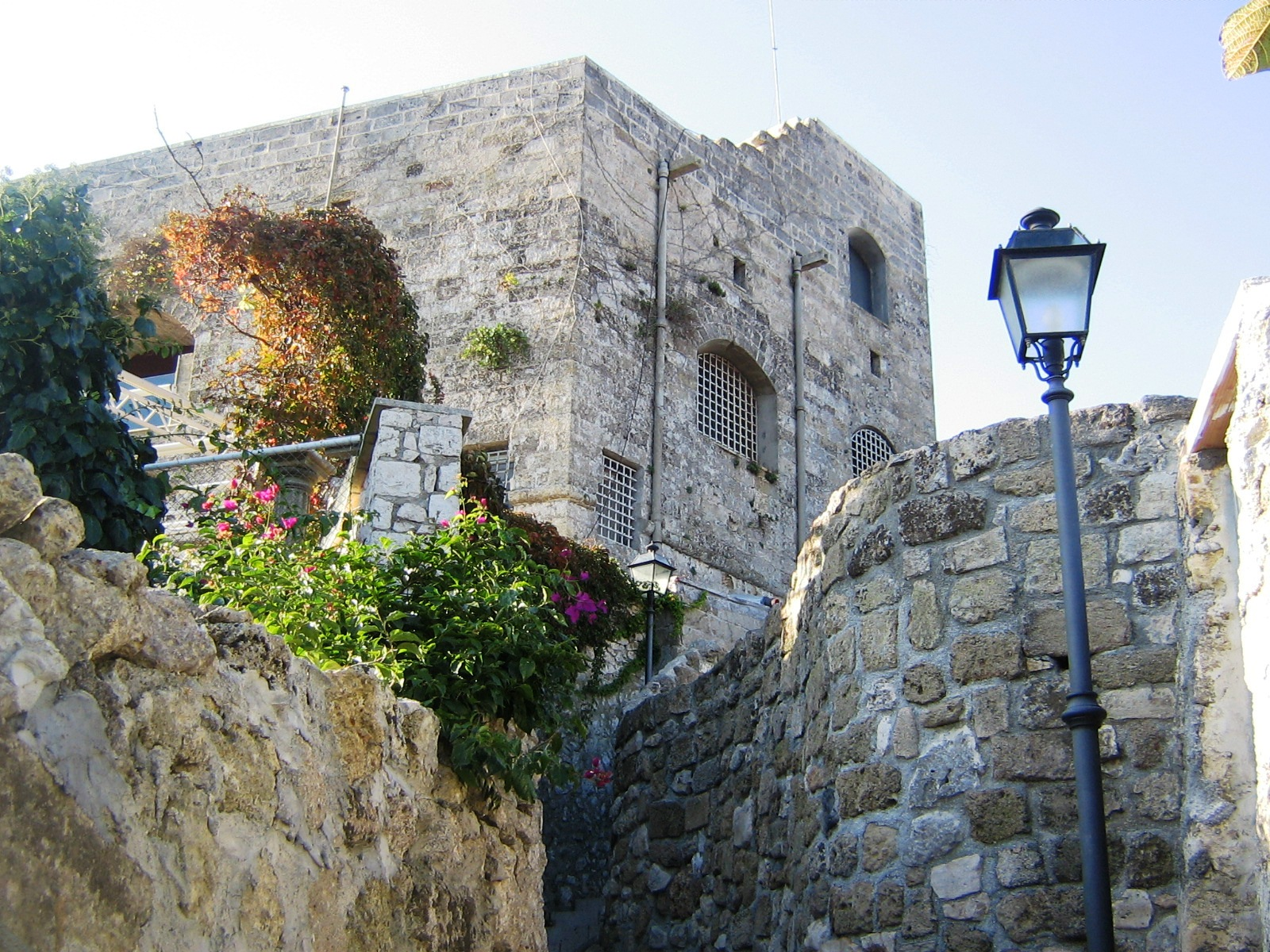
Burg von Castro

Bis 1818 war Castro Sitz eines Bischofs.

## Das Kastell
- Das Castello di Castro in seiner heutigen Form wurde auf Anordnung von Alfonso Castriota und nach dem Entwurf des Baumeisters Evangelista Menga errichtet und um 1540 im Auftrag des Vizekönigs von Neapel, Pedro Álvarez de Toledo, durch Gian Giacomo dell’Acaja als Festung verstärkt.

In der Nähe liegt die Grotta Zinzulusa.